# 인도-탄자니아 관계
인도-탄자니아 관계는 인도와 탄자니아 간의 현재 및 역사적 관계를 의미한다. 인도는 다르에스살람에 고등사무소를 두고 있으며, 탄자니아는 뉴델리에 스리랑카, 네팔, 방글라데시, 미얀마에도 인증된 고등사무소를 두고 있다. 외교 관계는 긴밀하고 우호적이며 협력적인 것으로 묘사된다. 2007년에는 15,000명의 인도인이 탄자니아를 방문했다. 2011년 5월, 인도의 전 총리 만모한 싱은 탄자니아와의 협력을 강화할 것을 촉구했다. 2009~2010년 인도와 탄자니아 간의 무역액은 310억 달러에 달했으며, 인도는 탄자니아의 두 번째로 큰 투자국이다.
1960년대부터 1980년대까지 양국은 반인종주의와 반식민주의에 대해 동일한 견해를 가지고 있었다. 1962년 11월, 인도는 다르에스살람에 고등판무관실을, 1974년 10월, 잔지바르에 총영사관을 개설했다.

## 양국 관계
1960년대부터 1980년대까지 정치적 관계는 주로 반식민주의, 다양한 형태의 사회주의에 대한 공통된 이념적 약속과 남남 협력에 대한 진정한 열망에 의해 주도되었다. 최근 몇 년 동안 인도-탄자니아 관계는 더 크고 다양한 경제 참여를 통해 현대적이고 실용적인 관계로 발전해 왔다. 인도는 탄자니아의 주요 무역 파트너이자 필수 기계 및 의약품의 중요한 공급원이다. 탄자니아의 많은 주요 사업장은 인도 출신 회원들이 소유하고 있다. 인도인들은 탄자니아에서 가장 큰 해외 거주자 공동체를 형성하고 있으며, 그들이 주최국의 발전과 발전에 긍정적인 기여를 한 것은 잘 인정받고 인정받고 평가받고 있다. 1966년에는 우호, 기술, 경제 및 과학 협력이 체결되었다. 1975년에는 인도와 탄자니아 간에 관광에 관한 양해각서가 체결되었다. 2008년에는 탄자니아에 거주하고 일하는 약 5만~60,000명의 해외 거주자가 있다. 또한 약 10000명의 인도 주재원이 있다.

## 탄자니아의 인도 공동체
첫 번째 인도 디아스포라는 제1차 세계 대전 직후 국제연맹이 탄자니아를 영국 보호령으로 지정하면서 탄자니아에 왔다. 탄자니아에는 주로 다르에스살람, 아루샤, 도도마, 모로고로, 므완자, 므베야, 잔지바르에 거주하는 40,000명의 인도인이 거주하고 있다.

## 같이 보기
- 인도의 대외 관계
- 탄자니아의 대외 관계